# Alpenglow

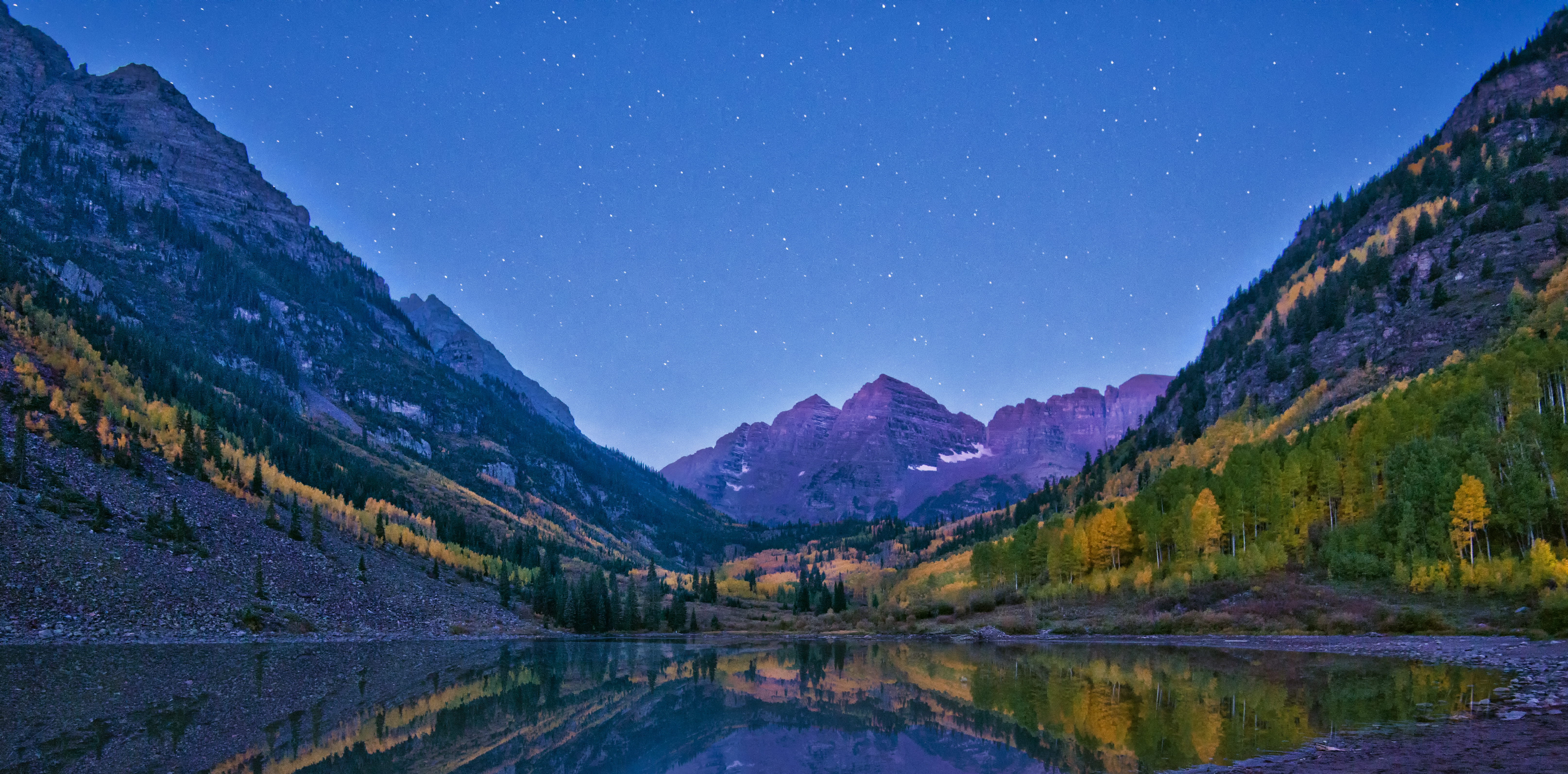
Alpenglow lúc rạng đông, đỉnh Maroon Bells và hồ Maroon, Colorado. Lưu ý rằng các ngôi sao vẫn có thể nhìn thấy.

Khi Mặt Trời đã lặn, tia sáng số 1 thấp nhất từ Mặt Trời không thể tới người quan sát. Tia số 2 được phản chiếu bởi các đám mây (tuyết) đến được người quan sát.

Alpenglow (từ tiếng Đức: Alpenglühen, tiếng Ý: Enrosadira) là một hiện tượng quang học xuất hiện dưới dạng một vệt sáng màu đỏ nằm ngang gần đường chân trời đối diện với Mặt Trời khi đĩa Mặt Trời ở ngay dưới đường chân trời. Hiệu ứng này có thể dễ dàng được nhìn thấy khi các ngọn núi được chiếu sáng, nhưng cũng có thể được thấy khi các đám mây được chiếu sáng qua tán xạ ngược.
Vì Mặt Trời ở dưới đường chân trời, không có con đường trực tiếp nào để ánh sáng Mặt Trời chiếu tới ngọn núi. Không giống ánh sáng trực tiếp lúc Mặt Trời mọc hoặc Mặt Trời lặn, ánh sáng gây ra hiện tượng alpenglow được phản xạ bởi các loại hạt giáng thủy trong không khí, các tinh thể băng hoặc các hạt mịn trong khí quyển thấp. Những điều kiện này phân biệt giữa ánh sáng bình minh hoặc hoàng hôn bình thường và alpenglow.
Thuật ngữ này thường bị nhầm lẫn là bất kỳ loại ánh sáng nào tới từ lúc Mặt Trời mọc hoặc hoàng hôn được phản chiếu bởi những ngọn núi hoặc đám mây, nhưng alpenglow thực sự không phải là ánh sáng mặt trời trực tiếp và chỉ có thể được nhìn thấy sau khi Mặt Trời đã lặn hoặc trước khi Mặt Trời mọc.
Sau lúc hoàng hôn, nếu không có núi, các aerosol trên khí quyển cao phía đông của bầu trời có thể được chiếu sáng theo cách tương tự bởi các ánh sáng tán xạ đỏ còn lại nằm trên rìa của bóng của Trái Đất (chạng vạng). Ánh sáng bị tán xạ ngược này chiếu một dải màu hồng ngược phía Mặt Trời gọi là Vành đai sao Kim.